# Coleophora inulaefoliae
Coleophora inulaefoliae é uma espécie de mariposa do gênero Coleophora pertencente à família Coleophoridae.